# オトナヘノベル
『オトナヘノベル』は、NHK教育テレビジョン（Eテレ）で毎週木曜19時25分 - 19時55分に放送されていたテレビ番組および、番組中のコーナー名。2015年4月2日から2017年3月30日まで2年間放送された。

## 概要
全国の10代の小中高校生から悩み相談を募集し、司会・ゲストが悩みの解決策を見出す。また投稿された体験談をもとにした再現ドラマ「オトナノベル」や小説「オトナへNOVEL」などを番組で放送・公開する。小説のうちいくつかは事前に公式サイトで連載されていて、そこでは無料で読むことができた。番組タイトル『オトナヘノベル』は「大人へのbell（鐘）」「大人へnovel（小説）」「大人へ述べる」の3つの意味が含まれている。

## 出演
| 年度     | 司会       | 司会       | ナレーション |
| -------- | ---------- | ---------- | ------------ |
| 2015年度 | ヒャダイン | 篠田麻里子 | 片山千恵子   |
| 2016年度 | ヒャダイン | 清水富美加 | 牛田茉友     |

## 小説担当者
講談社児童文学新人賞出身の児童文学作家が中心。
- 長江優子
- 鎌倉ましろ
- 如月かずさ
- 高橋桐矢
- 髙橋幹子
- 陣崎草子
- 濱野京子
- みうらかれん
- 宮下恵茉

## 放送リスト
| 回 | タイトル                                      | スタジオゲスト                              | ドラマ主演・VTR出演                | 本放送日       |
| -- | --------------------------------------------- | ------------------------------------------- | ---------------------------------- | -------------- |
| 1  | 突然の“炎上”そのときどうする!?                | NON STYLE、菊地亜美                         | 秋元真夏                           | 2015年 4月2日  |
| 2  | 脱ぼっち大作戦!?                              | おのののか、椎木里佳、フルーツポンチ        |                                    | 4月9日         |
| 3  | ハッピーを呼ぶ!? センパイ攻略法               | パンサー、ラブリ、松下宣夫                  | 児玉智洋、アキシブproject          | 4月16日        |
| 4  | モデル直伝! ぐっすり眠って 美ボディーゲット!? | 黒沢かずこ、マービンJr.                     |                                    | 4月23日        |
| 5  | 緊張ふきとばせ! 大作戦                        | 飯尾和樹、ダレノガレ明美                    | DISH//                             | 4月30日        |
| 6  | ブラックバイト あなたは大丈夫?                | 流れ星                                      | 高杉真宙                           | 5月7日         |
| 7  | やる気アップ! めざせ部活キング                | 武井壮                                      | 佐々木左之介                       | 5月14日        |
| 8  | 2次元ラブどう思う?                            | 瀬斗光黄、愛刃健水、小沢一敬                | 都築里佳                           | 5月21日        |
| 9  | そのダイエット キケンかも…!?                  | 馬場園梓、藤田ニコル                        | Pimm's、鈴木明子                   | 5月28日        |
| 10 | 合わせることに疲れてない?                     | 椎木里佳、大倉士門                          | 星名美怜                           | 6月4日         |
| 11 | モデル直伝! 姿勢で美ボディー大作戦            | やしろ優、小澤奈々花                        | チームしゃちほこ、舟山久美子       | 6月11日        |
| 12 | ハッピーになる 見た目アップ大作戦!            | 峯岸みなみ、川島明                          | たんぽぽ、チェリー吉武             | 6月18日        |
| 13 | 身近な人がストーカー そのときどうする?        | 岩尾望、船木沙織、石川夏海                  | 西井幸人、石崎日梨                 | 7月2日         |
| 14 | 毎日をハッピーに! ワクワク節約術              | ニッチェ、西銘駿                            |                                    | 7月9日         |
| 15 | どうすればいい? 学校でのセクハラ              | 菊地亜美、前田希美                          |                                    | 7月16日        |
| 16 | 夏バテ撃退! ごはん術                          | To-i、やしろ優                              | 藤田ニコル                         | 7月23日        |
| 17 | SNS本当に会って大丈夫?                        | 飯尾和樹、古関れん                          | 田中愛梨、梅本美優                 | 8月6日         |
| 18 | そのソクバク キケンかも…!?                    | アルコ&ピース、柴田ひかり                   | 城川もね                           | 8月27日        |
| 19 | 無気力 そのときどうする?                      | はんにゃ、荻原里奈                          | 工藤遥                             | 9月3日         |
| 20 | 明日からできる!“プチ☆キャラ変”大作戦          | ざわちん、村本大輔                          |                                    | 9月10日        |
| 21 | その自撮り キケンかも!?                       | 池田エライザ、小沢一敬                      |                                    | 9月17日        |
| 22 | 新世代VS旧世代 SNSでの恋愛あり!?              | ダレノガレ明美、井戸田潤、ぺこ&りゅうちぇる |                                    | 9月24日        |
| 23 | 家庭教師コウの事件簿I 彼氏がマザコン!?        |                                             | 石黒英雄、新垣里沙                 | 10月1日        |
| 24 | 家庭教師コウの事件簿II 親の敷いたレール       |                                             | 石黒英雄、松井咲子                 | 10月8日        |
| 25 | ハッピーのカギは“ぼっち充”にあり!?            | フルーツポンチ、GAG少年楽団                 |                                    | 10月22日       |
| 26 | ハデス・バトラー 破滅の女神                   | 西村本気                                    | 加藤諒、高杉真宙、ダンディ坂野     | 10月29日       |
| 27 | ハデス・バトラー 復活の勇者                   | 西村本気                                    | 高杉真宙、加藤諒、ダンディ坂野     | 11月5日        |
| 28 | どうする進路? 応援レシピ                      | さかなクン、紗蘭                            |                                    | 11月12日       |
| 29 | キャラ?本当の自分?                            | やしろ優                                    | To-i、田中美麗、古畑星夏           | 11月19日       |
| 30 | そのキャラ つらくない?                        | 菊地亜美                                    | 古畑星夏、To-i、田中美麗           | 11月26日       |
| 31 | ハッピーを呼ぶストレス解消大作戦!             | 古関れん、チョコレートプラネット、ゆいP     |                                    | 12月17日       |
| 32 | うそついちゃった! そのとき…                   | 池田エライザ                                | 西井幸人、小林歌穂、JOY            | 12月24日       |
| 33 | 今こそ ぼっち充のススメ!                      | しずる                                      | 石黒英雄、前田航基                 | 2016年 1月7日  |
| 34 | 今だ!人見知り克服大作戦                       | ジャルジャル                                | 石黒英雄、碓井将大                 | 1月14日        |
| 35 | めざせ美ボディー ダイエット大作戦!            | 小島よしお、やしろ優、響、北村優衣          |                                    | 2月4日         |
| 36 | 誤解する される!? SNSのコトバ                 | ピスタチオ、椎木里佳                        | 室田瑞希                           | 2月11日        |
| 37 | どう向き合えば…見た目コンプレックス           | トレンディエンジェル、井上咲楽              | 米山穂香                           | 2月18日        |
| 38 | 困った先輩 対処法!                            | 岡田圭右、マービンJr.、紗蘭、うしろシティ   |                                    | 2月25日        |
| 39 | 逆炎上 そのときどうする!?                     | 村本大輔                                    | 中元日芽香                         | 3月3日         |
| 40 | ネットの“悪”もうだまされない!                 | 流れ星                                      | 白州迅                             | 3月10日        |
| 41 | ムリしてない? 合わせることに…                 | 井上裕介、池田美優                          | 秋元真夏                           | 4月7日         |
| 42 | 拡散! カップル動画のキケン                    | 紗蘭、岩尾望                                | 池田美優、 城川もね                | 4月14日        |
| 43 | 汚部屋ピカピカ大作戦                          | 椿鬼奴、コジマジック                        |                                    | 4月21日        |
| 44 | 親がうざい! どうすれば?                       | 篠原信一、平松可奈子                        | 古関れん                           | 4月28日        |
| 45 | きょうだいコンプレックス どうすれば?          | 鈴木勤、はんにゃ                            | 田中芽衣、西山潤                   | 5月5日         |
| 46 | ブラックバイトに負けない!                     | 横澤夏子                                    | 矢野優花、チャンカワイ             | 5月12日        |
| 47 | 恋愛あるあるガチバトル!                       | 池田美優、紗蘭、つるの剛士                  |                                    | 5月19日        |
| 48 | 潜入! 人気職業のゲンバ                        | 三森すずこ、フルーツポンチ                  |                                    | 5月26日        |
| 49 | “買いたい”がとまらない!                       | 渡辺直美、mimmam                            | 堀未央奈                           | 6月2日         |
| 50 | お父さんにイライラ どうすれば?                | 勝俣州和、岡井千聖                          | 星野みなみ、チャンカワイ           | 6月9日         |
| 51 | すごいぞ! 手紙のチカラ                        | 古関れん、向井慧                            | ラブレターズ                       | 6月16日        |
| 52 | 節約術で女子力アップ                          | おかずクラブ                                | 石川夏海                           | 6月30日        |
| 53 | “ごめんなさい”でトラブル発生!?                | 飯尾和樹、岡田結実                          | 田中理来                           | 7月7日         |
| 54 | 友だちと同じ人を好きになったら?               | 藤田ニコル、菊地亜美                        | 平松可奈子、城川もね               | 7月14日        |
| 55 | 周りに流されないぞ大作戦!                     | カンニング竹山、峯岸みなみ                  | 椎名ひかり                         | 7月21日        |
| 56 | 夏をハッピーに! お悩み大解決の巻              | 鈴木拓、GAG少年楽団                         |                                    | 7月28日        |
| 57 | 部活・ムカつく先輩 どうつきあう?              | ワッキー、ぺえ                              | 古畑奈和                           | 8月4日         |
| 58 | 部活・困った後輩 どうまとめる?                | バンビーノ、平松可奈子                      | 福田佑亮、清水由紀                 | 8月11日        |
| 59 | 2次元が好き! でも…                            | 梶裕貴、井上苑子                            | 柾木玲弥                           | 9月1日         |
| 60 | モンスター彼女 どうすれば?                    | JOY、なのっくす。、宮瀬彩加                 | 矢部昌暉、北村優衣                 | 9月8日         |
| 61 | なぜか食欲が…それって病気かも?                | 村本大輔、長谷川万射                        |                                    | 9月15日        |
| 62 | カラダとココロの性が違ったら? 性同一性障害    | 北村優衣、SECRET GUYZ                       |                                    | 9月22日        |
| 63 | 女子から嫌われる女子                          | 菅井友香、守屋茜                            | 横山ルリカ、Lilme                  | 10月6日        |
| 64 | 身近な人がストーカーに…                       | 池田美優、紗蘭                              | 越智ゆらの                         | 10月13日       |
| 65 | ハッピーになれる! 褒めコミュニケーション術    | ぺえ、石田亜佑美                            |                                    | 10月20日       |
| 66 | 今のキャラに満足!?                            | 松永有紗、工藤遥                            | 那須晃行                           | 10月27日       |
| 67 | ガチ旅 秋葉原ドリームを探せ                   |                                             |                                    | 11月3日        |
| 68 | マスクが外せない!?                            | 古関れん、柴田紗希                          | 石田亜佑美                         | 11月10日       |
| 69 | わたしはあきらめない!                         | 斉藤優里、中田花奈、樋口日奈                | 北野日奈子、渡辺みり愛、新谷あやか | 11月17日       |
| 70 | なぜモテる? ジェンダーレス男子                |                                             | タイムマシーン3号                  | 12月1日        |
| 71 | ズバリ! 親への不満                            | 古関れん、池田美優、ぺえ                    |                                    | 12月8日        |
| 72 | マネする友だち どうすれば?                    | 紗蘭、土屋怜菜                              | 松永有紗                           | 12月15日       |
| 73 | もう緊張に負けない!                           | ユースケ、岡本夏美                          | 石森虹花                           | 12月22日       |
| 74 | お初です! 初体験ドキュメンタリー キノコ編     | ぺえ、紗蘭                                  |                                    | 2017年 1月12日 |
| 75 | 2次元が好きすぎて!                            | 西井重超、岩井勇気、星波                    |                                    | 1月19日        |
| 76 | 知って得するJK語講座                          | 紗蘭、脇谷日南                              | 城川もね、船木沙織                 | 1月26日        |
| 77 | ガチ旅 あえて巣鴨で10代探し!                  | ぺえ                                        |                                    | 2月9日         |
| 78 | カッコつけて失敗あるある!                     | ユーキ、カイ                                | 浦川祥哉、野中美希、碓井玲菜       | 2月23日        |
| 79 | 個性バクハツ! 総集編                          |                                             |                                    | 3月2日         |
| 80 | 新学期の不安ふっとびスペシャル!               | DJ KOO、井上咲楽、ぺえ                      |                                    | 3月30日        |

## 関連書籍
小説の書籍化された作品集。編：NHK「オトナへノベル」制作班。
SNS炎上
2017年2月2日発売。著：長江優子、如月かずさ、鎌倉ましろ。ISBN 978-4-32-306211-2
ネトゲ中毒
2017年2月2日発売。著：鎌倉ましろ。ISBN 978-4-32-306212-9
家族コンプレックス
2017年3月1日発売。著：長江優子、みうらかれん。ISBN 978-4-32-306213-6
リア友トラブル
2017年3月1日発売。著：長江優子、鎌倉ましろ。ISBN 978-4-32-306214-3
恋愛トラブル・ストーカー
2017年3月1日発売。著：みうらかれん、長江優子、宮下恵茉。ISBN 978-4-32-306215-0

## 清水富美加の幸福の科学入信発覚を受けての影響
2017年2月11日の日刊スポーツでの報道をきっかけに発覚した、清水富美加の幸福の科学への出家問題の影響で、直後の2月16日に放送される予定だったものは、当初の内容を差し替えて、2016年11月10日に放送された内容のアンコールを行った。
なお、一部の報道では、2月16日に放送される予定の新作として2月6日に収録されたものを放送するとしたものではなく、清水が主演を予定していた映画の役作りのためにショートヘアにした2017年1月19日より以前に収録された内容であるのではないかとするものもあった。